# Buenavista, Cuerámaro
Buenavista är en ort i Mexiko.   Den ligger i kommunen Cuerámaro och delstaten Guanajuato, i den centrala delen av landet, 300 km väster om huvudstaden Mexico City. Buenavista ligger 1 785 meter över havet och antalet invånare är 146.
Terrängen runt Buenavista är kuperad åt sydväst, men åt nordost är den platt. Runt Buenavista är det ganska tätbefolkat, med 72 invånare per kvadratkilometer. Närmaste större samhälle är Cuerámaro, 3,2 km nordost om Buenavista. I omgivningarna runt Buenavista växer huvudsakligen savannskog.